# Reserva natural de la defensa La Calera
La reserva natural de la defensa La Calera (o reserva natural militar La Calera) es una de las áreas protegidas desarrolladas en terrenos militares de Argentina. Está ubicada en el predio La Calera del Ejército Argentino al noroeste de la provincia de Córdoba, departamento Colón, en la zona de contacto del piedemonte oriental de las llamadas sierras Chicas, las que están relacionadas con las Sierras Grandes, separadas de las mismas por el valle de Punilla. 

## Características generales
Presenta una fisonomía característica de las sierras pampeanas cordobesas. Su destino antes de convertirse en reserva era ser un campo de entrenamiento y Campo de Maniobras del Ejército Argentino, su propietario. Además de contar con valores biológicos, resguarda recursos arqueológicos e históricos, siendo así mismo importante su función de conservar las fuentes de captación del río Suquía, al poseer un reservorio acuífero a 15 metros de profundidad, no dividido por placas o mantos, con espesores promedio de 10 metros.
Se encuentra localizada en las coordenadas: 31°22′26.41″S 64°17′50.19″O / -31.3740028, -64.2972750. Se encuentra entre las ciudades de Córdoba y Villa Carlos Paz. Cuenta con una superficie de unas 13 628 ha de propiedad del Ejército Argentino, bajo la jurisdicción de la II División de dicho ejército, denominada: “Ejército del Norte”, que la administra desde la década de 1940.

## Creación de la reserva natural de la defensa
La conformación de esta área protegida tiene una historia particular pues fue promovida por la participación ciudadana y organizaciones de la sociedad civil los que también han acompañado todo el proceso desde sus inicios. El objetivo de los vecinos era el resguardo del patrimonio ambiental, ante la fuerte presión comercial a la que era objeto el predio dado su valor  inmobiliario al estar estratégicamente situado a mitad de camino entre el lago San Roque y el límite occidental de la trama urbana de la ciudad de Córdoba, por lo que peticionaron ante el Gobierno nacional para su preservación.
La posibilidad de que los territorios asignados a las Fuerzas Armadas argentinas pudieran tener paralelamente una misión en la protección del patrimonio biológico ha sido un anhelo de la comunidad conservacionista de ese país durante décadas. Gestiones de varias ONG permitieron acercar posiciones y el 14 de mayo de 2007 se firmó el Convenio Marco de Cooperación entre el Ministerio de Defensa y la Administración de Parques Nacionales, por el cual se crearon las reservas naturales de la defensa. Este acuerdo permite declarar Espacio de Interés para la Conservación de la Biodiversidad (ENIC) a los territorios de las fuerzas armadas que poseen interés conservacionista, espacios naturales que pasan a ser administrados de forma conjunta por ambas jurisdicciones. Para cada reserva se deben constituir comités locales de gestión. Hasta que no se lo indique en el Plan Rector, las visitas del público en general están vedadas.
La reserva natural de la defensa La Calera fue creada el 3 de julio de 2009 mediante el protocolo adicional n.º 5 al Convenio Marco de Cooperación entre el Ministerio de Defensa y la Administración de Parques Nacionales.
En lo que respecta a la Administración de Parques Nacionales, la reserva natural depende de la Delegación Regional Centro con sede en la ciudad de Córdoba.
Sus límites, según se encuentran descritos en el protocolo por el que se dispuso su creación, son los siguientes:

«Créase la Reserva Natural de la Defensa ‘La Calera’ en las tierras asignadas en uso y administración al Ejército Argentino, correspondientes al III Cuerpo de Ejército “Ejército del Norte”, ubicadas en el predio que limita al este con la circunvalación de la Ciudad de Córdoba (El Tropezón); al oeste la localidad de Villa Carlos Paz; al norte el río Suquía y el “camino de las 100 curvas”; y al sur la autopista Córdoba-Carlos Paz».

### Relevancia histórica
La reserva está enmarcada en una región de relevancia arqueológica, cultural e histórica, en un paisaje influenciado por el río Suquía, la ruta provincial E-55, y las vías del Ferrocarril General Bartolomé Mitre; donde se desarrollaron estancias jesuíticas declaradas Patrimonio de la Humanidad, zona de asiento de las primeras usinas hidroeléctricas de Argentina, con tradicionales balnearios serranos y antiguos hornos de cal.
Dentro del área protegida se encontraba uno de los centros clandestinos de detención más importantes de la Argentina: La Perla. Allí, el juzgado federal de tercera nominación de Córdoba investiga enterramientos clandestinos efectuados entre el año 1975 y 1983.

## Riqueza biológica
Ecorregionalmente pertenece a un área ecotonal entre las ecorregiones terrestres sabanas chacoserranas (característica a mayores altitudes) la formación serrana del chaco árido (dominante hacia el poniente) y la formación del algarrobo del espinal (presente en las menores altitudes y dominando hacia el naciente).
Sus aguas se incluyen en la ecorregión de agua dulce Mar Chiquita - Salinas Grandes.

### Flora
Según la clasificación de Ángel Lulio Cabrera, fitogeográficamente pertenece al área de ecotono entre el distrito fitogeográfico chaqueño serrano de la provincia fitogeográfica chaqueña y en sus partes llanas de menor altitud el distrito fitogeográfico del algarrobo de la provincia fitogeográfica del espinal. El sector de la reserva correspondiente a esta última estuvo alterado por el uso agrícola que se le dio durante décadas, pero desde el año 2015 esta actividad cesó, habiendo sido colonizada por pastizales.
La vegetación arbórea es predominantemente controlada por especies caducifolias, espinosas y micrófilas. Son dominantes el horco-quebracho o quebracho del cerro (Schinopsis lorentzii) -hoy escaso-, el molle de beber (Lithraea molleoides), el coco (Fagara coco), el moradillo (Schinus fasciculatus), el blanquillo (Sebastiania commersioniana), el algarrobo negro (Prosopis nigra), el tala (Celtis ehrenbergiana), el chañar (Geoffroea decorticans), el sombra de toro (Jodina rhombifolia), varias especies de espinillos (Vachellia caven, Vachellia aroma), algunas especies de cactáceas, etc.

### Fauna
Mamíferos
Entre los mamíferos que protege se encuentran el puma argentino ( Puma concolor cabrerae), el gato montés (Leopardus geoffroyi), la comadreja overa (Didelphis albiventris), el zorro pampeano (Lycalopex gymnocercus), varias especies de quirópteros, etc.
Aves
Entre las aves se encuentran el taguató común (Buteo magnirostris), paloma picazuró (Columba picazuro), paloma yerutí (Leptotila verreauxi), alicuco común (Megascops choliba), caburé chico (Glaucidium brasilianum), ñacurutú (Bubo virginianus), el carpintero bataraz chico (Picoides mixtus), el carpintero real (Colaptes melanolaimus), chinchero chico (Lepidocolaptes angustirostris), el juan chiviro (Cyclarhis gujanensis), el zorzal colorado (Turdus rufiventris), el zorzal chalchalero (Turdus amaurochalinus), el chiguanco (Turdus chiguanco), la golondrina doméstica (Progne chalybea), la golondrina parda (Phaeoprogne tapera), la tacuarita azul (Polioptila dumicola, el pitiayumí (Parula pitiayumi), el cabecita negra (Carduelis magellanica), el pepitero de collar (Saltator aurantiirostris), el cardenal (Paroaria coronata), el brasita de fuego (Coryphospingus cucullatus), la reinamora grande (Cyanocompsa brissonii), tráupidos como el naranjero (Thraupis bonariensis), el celestino (Thraupis sayaca), etc.
Reptiles
Entre los reptiles se encuentran el lagarto overo (Salvator merianae), las yararáes ñata (Bothrops ammodytoides) y grande (Bothrops alternatus), etc.

## Acceso
Desde la ciudad de Córdoba está ubicada a 11 km al noroeste de su centro urbano. Se accede mediante la avenida Ejército Argentino, de la cual queda a mano izquierda, antes de llegar a las localidades de Dumesnil y La Calera.